# Aequitas

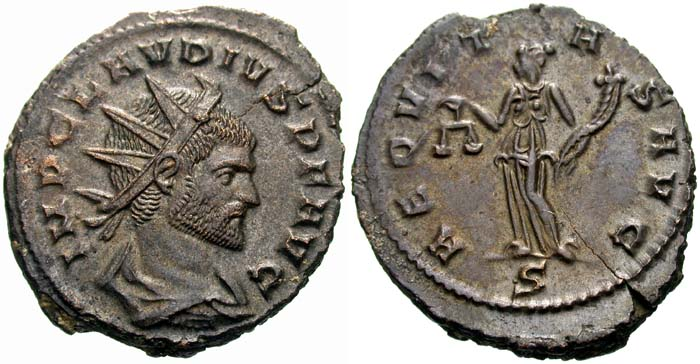
Représentation de la déesse Aequitas au verso d'un antoninien, représentant au recto l'empereur Claude II.

L'aequitas est un concept latin traduit par « équité ». Dans la mythologie romaine, Aequitas est la déesse du commerce, représentée dotée d'une corne d'abondance ainsi que d'une balance.
Il fut développé en droit romain dans le cadre du ius honorarium, forgé par la jurisprudence des préteurs, afin de s'écarter des règles rigides et ritualisées du ius civile au nom d'un principe d'équité entre les parties. 
On retrouve ce principe dans la locution summum ius, summa iniuria (it), présente par exemple chez Cicéron, et qui sert à stigmatiser une interprétation trop littérale des règles (verba legis), au détriment de l'équité ou allant contre l'« esprit de la loi » (sententia legis ; les Romains développeront l'idée de fraude à la loi, in fraudem legis). 
Chez Cicéron, l'équité est aussi proche du concept grec d'isonomie, désignant l'égalité devant la loi des citoyens. Il s'agit d'une égalité formelle : pour Cicéron, pater patriae et membre de l'oligarchie, l'équité doit aller de pair avec la prise en compte respectueuse de la différence des rangs sociaux (gradus dignitatis, cf. De Rep., I, 27, 43).

### Pages connexes
- Équité
- Liste des divinités mineures romaines